# Mispila celebensis
Mispila celebensis är en skalbaggsart som beskrevs av Stefan von Breuning 1950. Mispila celebensis ingår i släktet Mispila och familjen långhorningar.
Artens utbredningsområde är Sulawesi. Inga underarter finns listade i Catalogue of Life.